# Let Me Be Good to You
Let Me Be Good to You è un album del cantante statunitense Lou Rawls, pubblicato dall'etichetta discografica Philadelphia International nel maggio 1979.
Dal disco vengono tratti i singoli Let Me Be Good to You e What's the Matter with the World.

## Tracce

### Lato A
1. Time Will Take Care of Everything
2. What's the Matter with the World
3. Tomorrow
4. We Keep Getting Closer to Being Further Apart

### Lato B
1. Bark, Bite (Fight All Night)
2. Let Me Be Good to You
3. Lover's Holiday
4. Sweet Tender Nights